# La Pisana
La Pisana è la quarantaquattresima zona di Roma nell'Agro romano, indicata con Z. XLIV.
Prende il nome dalla omonima tenuta "la Pisana". L'espressione "la Pisana" è comunemente usata per indicare il Consiglio regionale del Lazio che ha sede proprio in via della Pisana, in zona Ponte Galeria, poco prima della frazione di Ponte Galeria-La Pisana.

## Geografia fisica

### Territorio
Si trova nell'area ovest di Roma, a ridosso ed internamente al Grande Raccordo Anulare, a nord di via Portuense.
La zona confina:
- a est con il suburbio S. VIII Gianicolense[1]
- a sud con la zona Z. XL Magliana Vecchia[2]
- a ovest con le zone Z. XLI Ponte Galeria[3] e Z. XLV Castel di Guido[4]

## Monumenti e luoghi d'interesse

### Architetture civili
- Castello della Tenuta dei Massimi, su via Portuense. Castello del XVII secolo. 41.846435°N 12.399824°E

### Architetture religiose
- Collegio Internazionale San Lorenzo da Brindisi, sulla circonvallazione Occidentale (GRA), km 65,050. Edifici del XX secolo (1967-68). 41.862418°N 12.379998°E

Complesso di edifici dell'architetto Attilio Lapadula. Ospita il Museo francescano.

### Aree naturali
- Riserva naturale della Tenuta dei Massimi, area nord della tenuta.

## Geografia antropica

### Urbanistica
Nel territorio di La Pisana si estende il settore nord della zona urbanistica 15E Magliana e il settore ovest della zona urbanistica 16C Pisana.
La strada principale, via della Pisana, lunga circa 10 km, parte da via di Bravetta nel suburbio Gianicolense, attraversa La Pisana tagliandola in due settori, passa il Grande Raccordo Anulare per terminare sulla congiunzione di via di Malagrotta con via di Ponte Galeria, separando le zone di Castel di Guido a nord e Ponte Galeria a sud.

### Suddivisioni storiche
A cavallo della via Portuense, a sud della zona, a circa 300 metri dal GRA, si trova il piccolo borgo dei Massimi, costituito da casali del XIX secolo (1849). 41.843169°N 12.388248°E

### Odonimia
La zona è scarsamente urbanizzata, cosicché una sola strada (via del Pescaccio) è interna ad essa, mentre le altre fanno da confine con altre zone o proseguono esternamente (via della Pisana).
- Pescaccio, Ponte Pisano, Pisana, Brava[5], Portuense